# Estereospondilomorfs
Els estereospondilomorfs (Stereospondylomorpha) constitueixen un clade d'amfibis temnospòndils.